# Bósforo Oriental

O Bósforo Oriental (em russo:  Босфор Восточный, Bosfor Vostotchny) é um estreito da Rússia, no krai do Litoral, que separa a península Muraviov-Amurski da ilha Russki, no golfo de Pedro, o Grande. Liga a baía de Amur a oeste à baía de Ussuri a leste.
O estreito tem 9 km de comprimento e a sua largura mínima é de 800 m. Em 2012 foi construída a ponte da ilha Russki, uma ponte estaiada com 3100 m de comprimento, que cruza o estreito e liga a ilha Russki à cidade de Vladivostok, no continente asiático. É a mais longa ponte estaiada do mundo.

## Galeria
|  |  |